# Carlo Masi
Carlo Masi (ur. 6 października 1976 w Rzymie) – włoski aktor pornograficzny, model i kulturysta amator.

## Życiorys

### Wczesne lata
Urodził się w Rzymie. Jako czternastolatek zaczął uczęszczać na siłownię i rozwijać swoją masę mięśniową. 
Ukończył z wyróżnieniem studia na Uniwersytecie Rzymskim na wydziale inżynierii komputerowej. Pracował między innymi jako trener personalny. 
W wieku 17 lat rozpoczął pracę jako model. Amatorsko uprawiał kulturystykę. Brał udział w Mister Gay Italia − konkursie piękności męskiej, a w 1994 uzyskał tytuł Mister Alibi, przyznawany najpiękniejszym homoseksualistom. Pomieszkiwał w Kanadzie i w Nowym Jorku.

### Kariera w branży porno

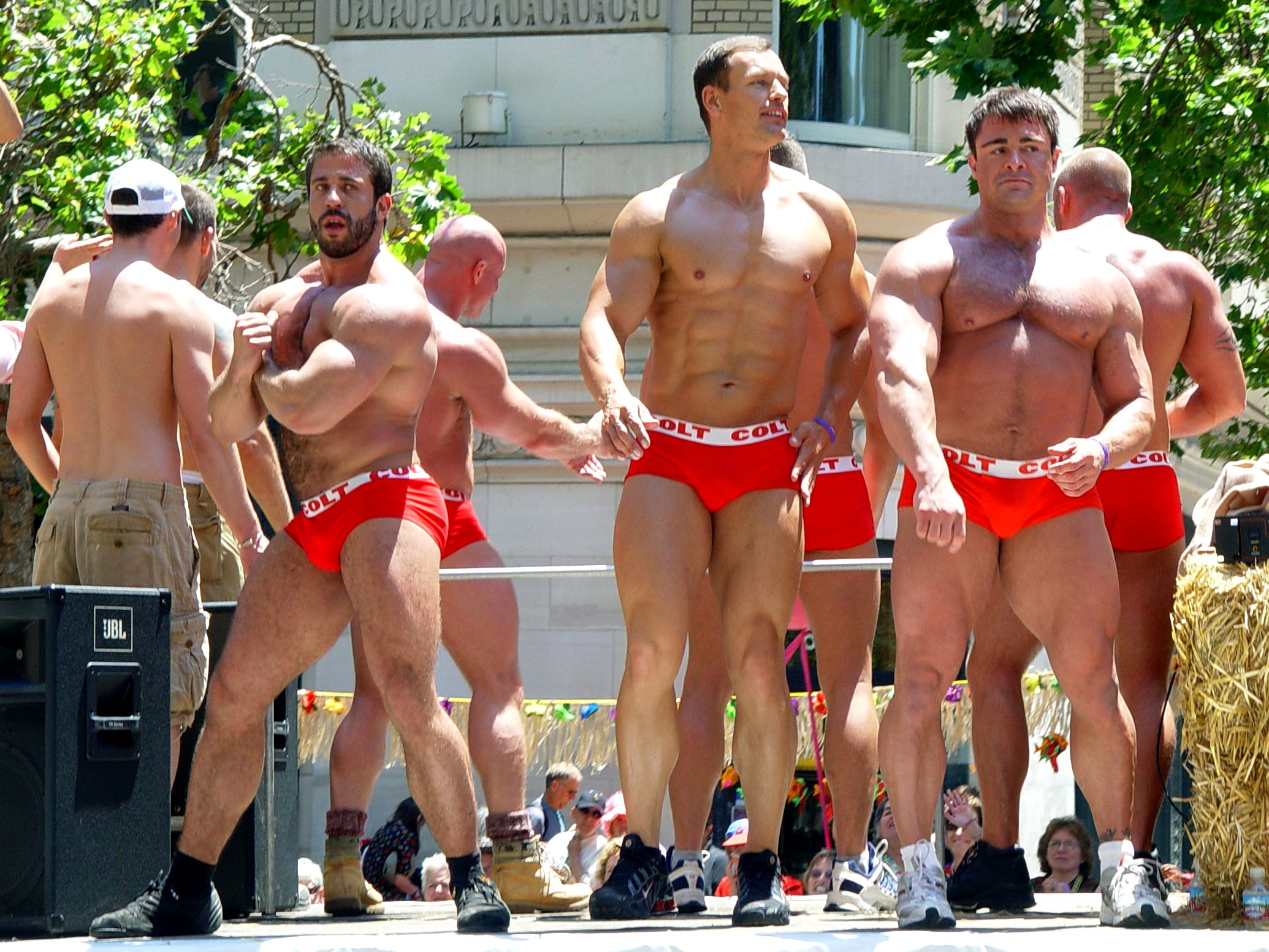
Masi podczas San Francisco Gay Parade (2006).

W 2004 został zaproszony do San Francisco i nawiązał współpracę z wytwórnią Colt Studio Group, produkującą gejowskie filmy pornograficzne. Stał się znany z muskularnej sylwetki. Wystąpił między innymi w filmach: Muscle Up! (2004), Wide Strokes (2005), Man Country (2006) i Paradise Found (2007) z Deanem Phoenixem. Ponadto otworzył swoją oficjalną stronę internetową, gdzie mógł kontaktować się ze swoimi fanami.
W 2005 i 2008 był nominowany do nagród GayVN, a w 2008 zdobył nominację do XBIZ Award w kategorii „Wykonawca roku GLBT”. Był na okładkach wielu czasopismach, w tym „Men” (w lutym 1998, w czerwcu 2004, w lutym 2007), „Unzipped” (w lipcu 2004, we wrześniu 2006), „Honcho” (w maju2006), „Mandate” (w maju 2007), „Torso” (w lipcu 1998, w maju 2000, w lipcu 2006, w sierpniu 2006), a także „Attitude” i „Têtu”.  
Firma Colt wypuściła na rynek atrapę prącia jako odlew jego zewnętrznych narządów płciowych i sporządziła ich silikonowe kopie.
W 2013 oficjalnie zakończył swoją karierę w branży pornograficznej i powrócił do Włoch.

### Działalność poza przemysłem porno
W październiku 2009 zadebiutował w teatrze z Senzaparole, w spektaklu Samuela Becketta Akt bez słów I w reżyserii Andrei Adriatico w Teatri di vita w Bolonii.
W 2013 ukończył wydział matematyki na Uniwersytecie „La Sapienza”, gdzie studiował przez trzy lata. W 2016 uzyskał tytuł magistra matematyki na Uniwersytecie La Sapienza z wynikiem 110 cum laude. Po ukończeniu studiów uzyskał tytuł doktora. Podjął pracę jako wykładowca akademicki na Uniwersytecie Rzymskim prowadzący zajęcie z analizy matematycznej i inżynierii klinicznej. 
W październiku 2017 dziennik „La Verità” zamieścił na okładce gorszący kadr z gejowskiego filmu porno. Na przełomie 2017 i 2018 sprawą Masiego − byłego gwiazdora filmów porno, który rozpoczął karierę uniwersytecką − zainteresowały się światowe media, w tym „New York Post”, „Daily Mail” i CNN. 
Często brał udział w manifestacjach LGBT; aktywnie wspiera prawa osób homoseksualnych. Propaguje bezpieczny seks.

## Życie prywatne
W 2006 związał się z argentyńskim aktorem porno i kulturystą Adamem Champem (właśc. Gustavo Alejandro Leguizamon). 4 maja 2018 wzięli ślub. W ceremonii ślubnej gościła w m.in. Vladimir Luxuria. Uroczystość nadawała na żywo telewizja Canale 5, w programie Pomeriggio Cinque. Masi i Champ gościli w wielu programach telewizyjnych, emitowanych przez stacje meksykańskie, argentyńskie i gwatemalskie, a także na łamach „la Repubblica”, „Il corriere della sera” i „La Stampa”. We Włoszech założyli Fush Fush Group − jedną z pierwszych agencji modeli, która zatrudnia wyłącznie osoby LGBT.

## Filmografia
| Rok  | Tytuł                        | Studio               | Reżyser                                      |
| ---- | ---------------------------- | -------------------- | -------------------------------------------- |
| 2004 | Big 'N Plenty                | Colt Studios         | John Rutherford                              |
| 2004 | Muscle Up!                   | Colt Studios         | John Rutherford                              |
| 2005 | Minute Man 23                | Colt Studios         | John Rutherford                              |
| 2005 | Wide Strokes                 | Colt Studios         | John Rutherford                              |
| 2006 | Dual: Taking it Like a Man   | Colt Studios         | John Rutherford                              |
| 2006 | Man Country                  | Colt Studios         | John Rutherford                              |
| 2006 | Waterbucks 2                 | Colt Studios         | John Rutherford                              |
| 2007 | Naked Muscles: The New Breed | Colt Studios         | John Rutherford                              |
| 2007 | Hawai'i                      | Colt Studios         | John Rutherford                              |
| 2007 | Paradise Found               | Buckshot Productions | Steve Landess (w napisach: Kristofer Weston) |
| 2009 | Hot Bods                     | Colt Studios         | John Rutherford                              |
| 2009 | MuscleHeads                  | Colt Studios         | John Rutherford                              |
| 2010 | Colt Icon: Luke Garrett      | Colt Studios         | John Rutherford                              |
| 2014 | Top Shots                    | Colt Studios         | John Rutherford                              |
| 2014 | Top Shots 3                  | Colt Studios         | John Rutherford                              |

## Nagrody i nominacje
| Rok  | Nagroda       | Kategoria                    | Film                                | Inni wykonawcy | Rezultat  |
| ---- | ------------- | ---------------------------- | ----------------------------------- | -------------- | --------- |
| 2005 | GayVN Award   | Najlepsza scena seksu        | Big 'N Plenty (2004)                | Karim          | Nominacja |
| 2006 | HeatGay Award | Najlepszy aktor drugoplanowy | Man Country (2006)                  | –              | Wygrana   |
| 2008 | XBIZ Award    | Wykonawca roku GLBT          | –                                   | –              | Nominacja |
| 2008 | GayVN Award   | Najlepsza scena seksu        | Naked Muscles: The New Breed (2007) | Tom Chase      | Nominacja |